# عبد الله الشاهين
عبد الله أحمد شاهين يوسف شاهين الربيّع  مواليد (30 أغسطس 1971) رئيس الاتحاد الكويتي لكرة القدم السابق، ورجل أعمال كويتي، له استثمارات في منطقة الشرق الأوسط والمغرب العربي وآسيا وبعض مناطق أوروبا في مجالات مختلفة، كما يشغل العديد من المناصب والعضويات، وهو أول سفير لصندوق تحيا مصر

## المؤهلات العلمية
- حصل عبد الله الشاهين على بكالوريوس في المحاسبة من جامعة الكويت – 1994
- مراقب حسابات مرخص من وزارة التجارة - 2003

### التكليفات الرسمية
- عينه الرئيس المصري عبد الفتاح السيسي سفيراً لصندوق تحيا مصر في مايو 2016[9]، وقد تم تأسيس هذا الصندوق لدعم اقتصاد مصر وإطلاق المشاريع القومية واستثمار أموال الصندوق والترويج له في كافة البلدان، من أجل المساهمة في التنمية الاقتصادية لمصر وللمساعدة في التغلب على الظروف الاقتصادية الصعبة التي تمر بها مصر، ودعم العدالة الاجتماعية بها.

### مناصب وعضويات حالية
شغل عبد الله عدداً كبيراً من المناصب الإدارية والتنفيذية لكثير من الشركات والمؤسسات الاقتصادية الكويتية والمصرية والبحرينية والمغربية والقطرية وهي يشغل حالياً منصب رئيس مجلس إدارة شركة أوريكس القابضة (الكويت) منذ 2011 وحتى الآن.

## المناصب الوظيفية السابقة
- شغل منذ 2015 منصب رئيس مجلس إدارة شركة إف إي بي كابيتال «بنك استثمار» (مصر)
- شغل منذ 2009 منصب رئيس مجلس إدارة شركة Injazat Invest North Aferica (المغرب)
- عمل من مايو 2007 وحتى يناير 2011 كرئيس التنفيذي لشركة الصفاة للاستثمار وهي مجموعة متعددة الأنشطة في المجالات الاستثمارية والصناعية والتجارية
- شغل منذ 2006 منصب رئيس مجلس إدارة شركة أوريكس للصناعات[11]
- شغل منذ مايو 2006 وحتى أبريل 2007 منصب المدير الإقليمي في بنك الخير للاستثمار (البحرين)
- شغل منذ أكتوبر 2003 وحتى أبريل 2006 منصب مدير إدارة الاستثمارات المباشرة والترويج في بنك الكويت الصناعي
- شغل منذ أغسطس 1994 وحتى سبتمبر 2003 منصب نائب مدير إدارة التمويل التجاري في بنك الكويت الصناعي

### عضويات سابقة
- شغل منصب نائب رئيس مجلس إدارة شركة الصفاة تك القابضة من 2007 وحتى 2011
- شغل منصب نائب رئيس مجلس إدارة شركة دانة الصفاة للمواد الغذائية بدولة الكويت من 2007 وحتى 2010
- شغل منصب رئيس مجلس إدارة شركة آسيا القابضة من 2007 وحتى 2008
- شغل منصب نائب رئيس مجلس إدارة Limited Enterprises Senaey سنة 2006
- شغل منصب نائب رئيس مجلس إدارة شركة الصلبوخ التجارية من 2005 وحتى 2006
- شغل منصب رئيس مجلس الإدارة اللجنة الاستثمارية – Commvest I ,II, IJARA من 2005 وحتى 2006
- شغل منصب عضو المجلس – الشركة الصناعية للمباني الإنشائية بدولة الكويت من 2004 وحتى 2006
- شغل منصب مستشار لشركة الكويت للمشاريع الصناعية «كيبكو» من 2003 وحتى 2006
- شغل منصب عضو المجلس لبنك تونس (الكويت للتنمية) من 2003 وحتى 2006
- شغل منصب عضو المجلس لشركة الوطنية لإدارة النفايات بدولة الكويت من 2001 وحتى 2006

### عضو في لجان مختلفة في قطاع المال والأعمال سابقا
- كان عضو لجنة المخصصات في بنك الكويت الصناعي
- كان عضو في لجنة الائتمان المصرفي في بنك الكويت الصناعي
- كان عضو في الجمعية الكويتية للمحاسبين والمدققين من 1994 وحتى الآن
- كان عضو لجنة إدارة ما بعد الاستحواذ: بنك الخير للاستثمار بدولة البحرين
- كان عضو لجنة الاستثمار 1 Fund Equity Private Global، بنك الخير للاستثمار من 2006 وحتى 2007
- كان عضو لجنة الإدارة في:TA Associates, Venture Capital Industrial Funds I, II, III, IV and Private Equity Industrial

### خبرات دولية
- العمل في جميع أسواق المال الرئيسية (أسيا – الصين – هونغ كونغ – أوروبا – أمريكا) في الملكية الخاصة وصناديق الاستثمار المتنوعة.